# Беспорядки в тюрьме Гуаякиля (ноябрь 2021)
Бунт в тюрьме Гуаякиля произошел 13 ноября 2021 года в тюрьме Литораль в Гуаякиле, Эквадор, в результате чего по меньшей мере 68 человек погибли и 25 получили ранения.

## Инцидент
По данным эквадорской полиции, насилие могло начаться вследствие освобождения лидера банды «Тигеронес» после отбытия части наказания за кражу автомобильных запчастей. Хотя Тигероны контролировали блок 8, они были союзниками Чонкиллеров, которые контролировали блок 2 и где произошла резня . В сообщениях говорится, что поступали признаки беспорядков, поскольку за день до этого заключенные слышали разговоры о том, что целью станет блок 2. 
Нападение было начато в 19:00 по местному времени, когда заключенные из блоков 3, 6 и 12 (все контролируются бандой Лос Чонерос ) попытались проникнуть во второй блок тюрьмы, где содержались 700 заключенных, сделав проломы в стенах динамитом.  Заключенные использовали мачете, пистолеты и взрывные устройства, чтобы убить своих жертв, также были устроены многочисленные поджоги. К концу бунта 68 заключенных были убиты и 25 ранены.  
Поскольку  блок 2 является временным учреждением, где содержатся заключенные, которые еще не осуждены или обжалуют свои приговоры, многие из жертв были заключены в тюрьму за незначительные преступления.  Среди убитых была транс-женщина, которая находилась в мужской тюрьме, и Виктор Гуайяс, правозащитник, который находился в заключении с 2019 года после участия в акциях протеста против президента Ленина Морено . 